# Alan Parfitt
Alan Parfitt is een Brits tekstdichter. Hij was in Nederland actief in de jaren zeventig en tachtig, in het bijzonder voor The Cats. Verder leverde hij de tekst voor Sailin' home van Piet Veerman wat in 1987 de best verkochte single van Nederland was.

## Loopbaan
Parfitt schreef aan het begin van de jaren zeventig mee aan verschillende liedjes van Leon de Graaff, waarvan Pittsburgh in the rain (1971) en Simple mind (1972) op een single verschenen. De eerste stond enkele weken in de Nederlandse Top 40 en de Daverende Dertig en verscheen in de beginjaren in de Top 2000 (1999 en 2001). Ook schreef hij mee aan de single My daylight van Hans Marx en leverde hij een bijdrage aan Moeder en dochter (ook van de Graaff), dat Conny Vandenbos op de B-kant van haar hitsingle Ome Arie plaatste.
In 1976 schreef hij (mede) drie liedjes voor het soloalbum van Cats-gitarist Jaap Schilder, Stay ashore. Vanaf die jaren schreef hij ook mee aan vijf liedjes van The Cats die werden uitgebracht op de albums Homerun (1976), Like the old days (1978) en Third life (1983).
Toen Piet Veerman in 1987 begon aan zijn solocarrière, leverde Parfitt de Engelstalige tekst voor het Joegoslavische liedje Zora Je, Sailin' home genaamd. Het werd een nummer 1-hit in Nederland en België en behaalde een nummer 27-notering in Oostenrijk. Het was de best verkopende single in Nederland van 1987 en stond een groot aantal jaren in de Top 2000. Ook was hij medeschrijver van de single A new tomorrow dat Veerman ook in 1987 uitbracht.